# Marysville (Michigan)
Marysville is een plaats (city) in de Amerikaanse staat Michigan, en valt bestuurlijk gezien onder St. Clair County.

## Demografie
Bij de volkstelling in 2000 werd het aantal inwoners vastgesteld op 9684.
In 2006 is het aantal inwoners door het United States Census Bureau geschat op 10.078, een stijging van 394 (4.1%).

## Geografie
Volgens het United States Census Bureau beslaat de plaats een oppervlakte van
20,6 km², waarvan 18,0 km² land en 2,6 km² water.

## Plaatsen in de nabije omgeving
De onderstaande figuur toont nabijgelegen plaatsen in een straal van 28 km rond Marysville.